# 삼성 갤럭시 진2
삼성 갤럭시 진2는 삼성 갤럭시 A20e이라는 정식 발매명으로 2019년 4월에 공개한 삼성전자의 안드로이드 스마트폰이다. 한국에는 2019년 6월에 삼성 갤럭시 진2로 정식 발매명을 변경해 KT를 통해 정식 출시되었으며 삼성 갤럭시 진의 후속기종이다.